# 山本尊
山本 尊（やまもと たかし、1960年12月10日 - ）は日本の競馬評論家。奈良県出身。競馬エイト関西の元トラックマン。
スピード指数のパイオニアであるアンドリュー・ベイヤーの著書を翻訳している。

## エピソード
レギュラー出演していた先週の結果分析（グリーンチャンネル）では、過去にティコティコタックやスティルインラブを早い時期から注目馬として紹介していた。
先週の結果分析については2008年12月2日初回放送分をもって降板となった。過去に次走注目馬、次走危険場に挙げた馬に関するコメントは今後も紹介される。

## 訳書
以下すべてアンドリュー・ベイヤー著
- 勝ち馬を探せ!! （1990年）
- ウイニング・ホースプレイヤー （1992年）
- 競馬探究の先端モード （1995年）